# Pedro Opeka
Pedro Pablo Opeka (San Martín, 29 de junho de 1948), também conhecido como Padre Opeka, é um padre católico argentino, trabalhando como missionário em Madagáscar. Por seus serviços aos pobres, ele foi premiado com a Legião de Honra.

## Prêmios
Em 2007, Opeka foi nomeado cavaleiro da Legião de Honra. O prêmio, decretado em 12 de outubro pelo Presidente da França, reconhece seus vinte anos de serviço público aos pobres em Antananarivo. Este prêmio reconhece a luta contínua aqui conduzida contra a pobreza por este homem de fé e os seus 412 colaboradores: médicos, parteiras, professores, engenheiros, técnicos e assistentes sociais, todos eles de Madagáscar.
Em 2009, Opeka recebeu a Ordem de Ouro por Serviços, que é a mais alta condecoração nacional da Eslovênia.
Em 2012, Opeka foi nomeado para o Prêmio Nobel da Paz por representantes do Parlamento Europeu esloveno, independentemente da filiação a partidos políticos. Em 2013, o MEP Lojze Peterle começou mais uma vez com o processo de nomeação para Opeka; a nomeação foi apoiada por Roman Jakič, então MP esloveno (PS), e também por Janez Janša, então PM esloveno, e pela Conferência dos Bispos da Eslovênia. Ele foi nomeado para o Prêmio Nobel novamente em 2021.